# Blanchardstown
Blanchardstown (irl. Baile Bhlainséir) – peryferyjna dzielnica Dublina w hrabstwie Fingal w Irlandii. Położona około 10 km w kierunku północno-zachodnim od centrum miasta, tuż za obwodnicą M50, liczy ponad 68 tys. mieszkańców (2006).
Do późnych lat 60. XX wieku Blanchardstown był wsią, kiedy to zaczęto budować w tej okolicy pierwsze osiedla mieszkalne. Razem z sąsiednim Castleknock gwałtownie rozrosły się w latach 70. i 80. XX wieku by stać się częścią przedmieści i "sypialną" Dublina.
W 1996 otwarto Blanchardstown Shopping Centre (pow. 43 ha), które z licznymi sklepami, restauracjami, biurami, ale także galeriami sztuki, biblioteką, a nawet teatrem, stało się swego rodzaju "miastem w mieście".
W roku 2003 kosztem ponad 62 mln euro otworzono Narodowe Centrum Sportów Wodnych (ang. National Aquatic Centre). W tym samym roku Centrum było jedną z aren Światowych Letnich Igrzysk Olimpiad Specjalnych, które odbywały się w Irlandii.
W dzielnicy swoją siedzibę ma wiele międzynarodowych koncernów, m.in. IBM, Symantec, Veritas, Alexion, Bristol-Myers, PayPal, eBay.